# Liste der Einträge der Brücken und Tunnel im National Register of Historic Places in Alaska
Dies ist eine Liste der Einträge der Brücken und Tunnel im National Register of Historic Places in Alaska.
| Bezeichnung                                  | Abb.                 | Baujahr    | Tag der Einlistung  | Lage       | Borough           | Typ                                 |
| -------------------------------------------- | -------------------- | ---------- | ------------------- | ---------- | ----------------- | ----------------------------------- |
| Alaska Central Railroad Tunnel No. 1         |                      | 1906, 1916 | 1977-11-28          | Seward     | Kenai Peninsula   |                                     |
| Lowell Creek Diversion Tunnel                |                      | 1939, 1940 | 1977-11-23          | Seward     | Kenai Peninsula   |                                     |
| Miles Glacier Bridge (Million Dollar Bridge) |                      | 1910       | 2000-03-31          | Cordova    | Valdez-Cordova    | Fachwerkbrücke (Pennsylvania truss) |
| Susitna River Bridge                         | Susitna River Bridge | 1920, 1921 | 1977-09-15          | Gold Creek | Matanuska-Susitna | Fachwerkbrücke                      |
| Grant Street Trestle                         |                      | 1906, 1927 | Zerstört 1988-03-10 | Ketchikan  | Ketchikan Gateway |                                     |